# Guennadi Kovaliov (biatleta)
Guennadi Ivánovich Kovaliov (en ruso: Геннадий Иванович Ковалёв; Novy Durulgüi, URSS, 10 de octubre de 1945-Chitá, 20 de diciembre de 2024) fue un deportista soviético que compitió en biatlón. Ganó dos medallas en el Campeonato Mundial de Biatlón de 1973, oro en la prueba por relevos y plata en la prueba individual.

## Palmarés internacional
| Campeonato Mundial | Campeonato Mundial           | Campeonato Mundial | Campeonato Mundial |
| Año                | Lugar                        | Medalla            | Prueba             |
| ------------------ | ---------------------------- | ------------------ | ------------------ |
| 1973               | Lake Placid (Estados Unidos) | Medalla de oro     | Relevo             |
| 1973               | Lake Placid (Estados Unidos) | Medalla de plata   | Individual         |